# 羅漢寺 (加西市)

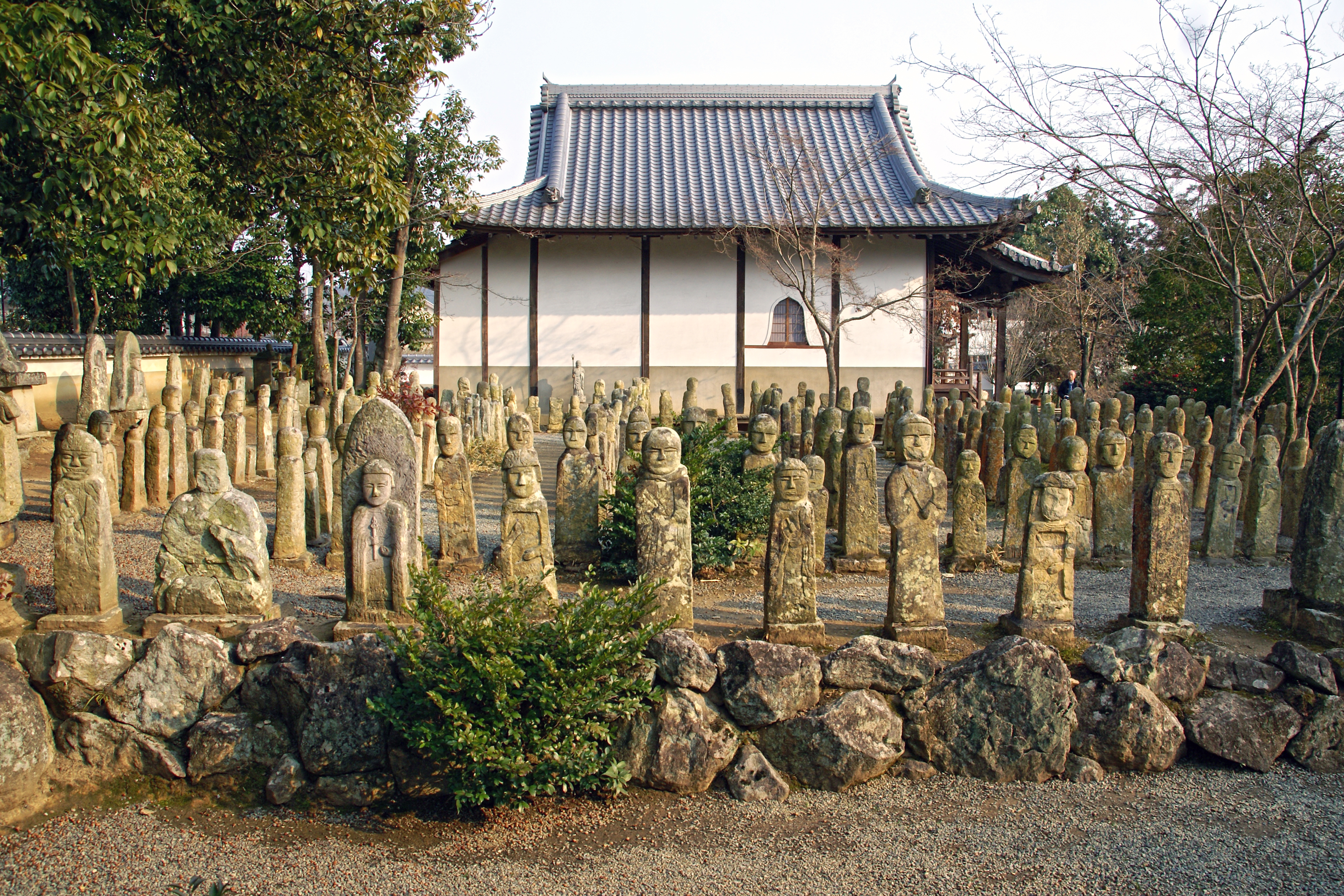

羅漢寺（らかんじ）は、兵庫県加西市にある天台宗の寺院。山号は北栄山。本尊は薬師如来。通称北条五百羅漢。

## 概要
元は酒見寺の伽藍の一部（五百羅漢）であった。明治時代の廃仏毀釈後、官有地となり現在の地に薬師堂が移築され一寺院とされた。

## 境内
- 本堂
- 庚申堂
- 庫裏
- 釈迦三尊石像
- 来迎二十五菩薩石像

### 五百羅漢石仏群
- 北条石仏（五百羅漢、兵庫県指定史跡） - 境内北面に459体が鎮座。制作者は不明だが、酒見寺の伽藍内であり当時の住職・隆辨と寺男・高瀬清右衛門などが関わり制作された。また制作年代も不明だが、慶長年間（1596年 - 1615年）ではないかといわれている。材質は流紋岩。技巧的には高度でないが、一体一体の表情に個性があり、その素朴さを好む人も多い。古くから全国的に知られ「親が見たけりゃ酒見北条の西の五百羅漢の堂に御座れ」と謳われ､大きさや表情の異なる多数の石仏の中には､必ずや親や知人、または自分自身に似た顔があると言われている。1968年（昭和43年）1月5日に市指定文化財に指定[1]、兵庫県観光百選指定。2018年（平成30年）3月20日、兵庫県指定文化財（史跡）に指定[2]。管理者は五百羅漢保存委員会。

## 文化財

### 兵庫県指定史跡
- 北条の五百羅漢

## 縁日
- 千灯会（8月8日）

例年、本尊・薬師如来の縁日であり、お盆の月でもあるこの日の夕べより数時間、参詣者によって境内すべての石仏の前にろうそくの火が灯され、尺八の音の響く中、幽玄の世界が現出、しばし幻想へと誘われる。

## 前後の札所
播州薬師霊場
10 播州清水寺　-　11 羅漢寺　-　12 神積寺
加西西国三十三箇所
33 酒見寺　-　番外 羅漢寺

## 所在地
〒675-2312 兵庫県加西市北条町北条1293

## 交通アクセス
- 北条鉄道北条線 北条町駅から徒歩15分
- 神姫バス 「アスティアかさい」バス停 徒歩15分
- 中国ハイウェイバス 北条バス停から徒歩15分
- 加西ICから車で15分

## 周辺情報
- 酒見寺
- 住吉神社
- 一乗寺
- 玉丘古墳群
- 山伏峠石仏
- 兵庫県立フラワーセンター